# Bárányos Zsolt
Bárányos Zsolt (Budapest, 1975. december 15. –)  magyar válogatott labdarúgó.

## Pályafutása
Bárányos Zsolt 1994-ben mutatkozott be az NB I-ben a Kispest-Honvéd színeiben, 1994. május 28-án az MTK ellen. A futballt a budapesti születésű Bárányos az ESMTK-ban kezdte, majd onnan került a kispestiek utánpótlásába. Első élvonalbeli gólját 1995. április 15-én a Ferencváros ellen lőtte. Ezt követően légiósnak állt, és bár járt próbajátékon a spanyol FC Barcelona csapatánál, végül a belga FC Lommel igazolta le. A belga bajnokságban 71 mérkőzésen húsz gólt szerzett, szerződése lejárta után hazatért és újra a Kispest-Honvéd játékosa lett. Nevelőegyüttesében három különböző időszakban játszott, 148 tétmérkőzésen 33 gólt szerzett, és kupagyőzelmet valamint bajnoki ezüstérmet ünnepelhetett. Az 1999–2000-es szezont kölcsönben a Ferencvárosnál töltötte, 31 bajnokin kilenc gól volt a mérlege.
Pályafutása során légióskodott még a görög Asztérasz Trípoliszban illetve megfordult alsóbb osztályú osztrák csapatnál is. Sikerei közül kemelkedik a Matáv Sopron tagjaként elért 2005-ös kupagyőzelem. 2009 februárjában 2 és fél éves szerződést írt alá a Lombard Pápa Termál FC-nél. Az ezt követő években kisebb első osztályú, vagy alsóbb ligákban szereplő csapatoknál fordult meg, 2016 nyarától a Rákosmente KSK játékosa.

### A válogatottban
A válogatottban 26 évesen mutatkozott be, 2002-ben, Csehország ellen (0–2). A nemzeti csapatban összesen hat meccsen lépett pályára, utoljára 2005 októberében Horvátország ellen kapott lehetőséget (0–0).

## Sikerei, díjai
Kispest-Honvéd
- Magyar Kupa-győztes (1): 1995-1996
- Magyar bajnoki ezüstérmes (1): 1994-1995

Matáv Sopron
- Magyar Kupa-győztes (1): 2004-2005

Puskás Ferenc-díj : 1998

## Statisztika

### Mérkőzései a válogatottban
| Magyarország | Magyarország      | Magyarország                    | Magyarország  | Magyarország | Magyarország | Magyarország | Magyarország | Magyarország |
| #            | Dátum             | Helyszín                        | Hazai         | Eredmény     | Vendég       | Kiírás       | Gólok        | Esemény      |
| ------------ | ----------------- | ------------------------------- | ------------- | ------------ | ------------ | ------------ | ------------ | ------------ |
| 1.           | 2002. február 12. | Lárnaka (CYP)                   | Magyarország  | 0 – 2        | Csehország   | barátságos   | -            | 60'          |
| 2.           | 2002. február 13. | Limassol (CYP)                  | Magyarország  | 1 – 2        | Svájc        | barátságos   | -            |              |
| 3.           | 2002. március 27. | Chișinău                        | Moldova       | 0 – 2        | Magyarország | barátságos   | -            | 73'          |
| 4.           | 2005. május 31.   | Metz, Stade Saint-Symphorien    | Franciaország | 2 – 1        | Magyarország | barátságos   | -            | 46'          |
| 5.           | 2005. június 4.   | Reykjavík, Laugardalsvöllur     | Izland        | 2 – 3        | Magyarország | vb-selejtező | -            | 35' 75'      |
| 6.           | 2005. október 12. | Budapest, Szusza Ferenc Stadion | Magyarország  | 0 – 0        | Horvátország | vb-selejtező | -            | 76'          |
|              | Összesen          |                                 |               | 6            | mérkőzés     |              | 0            | gól          |